# Jacques Nicolas Belin de Ballu
Jaques Nicolas Belin de Ballu (28 de  febrero de 1753-8 de agosto de 1815) fue un helenista y traductor de Francia.
Nada es más conforme, dice Luciano, al vil carácter de un esclavo que nutrir su cólera en secreto, aumentar su odio encerrándolo en su pecho, encubrir un sentimiento en su corazón y manifestar otro, representar bajo las apariencias de la alegría de la comedia, una tragedia llena de tristeza y de dolor. Luciano de Samósata.-"Calumniae non temere credendum", traducción de Belin de Ballu.

## Biografía
Belin de Ballu fue un sabio helenista nacido en París en 28 de febrero de 1753 de una familia distinguida, que se ejercitó en la literatura al mismo tiempo que ocupó el cargo de consejero en el tribunal de la moneda y fue aceptado en 1787 en la Academia de Inscripciones y Lenguas Antiguas.
En 1778 Belin de Ballu había dejado ya publicada la traducción de Hécuba (obra) de Eurípides con observaciones y comentarios, con un prefacio que anuncia la traducción de otras piezas de teatro griego, y tras la edición que hizo del poeta Opiano de Anazarbus el filólogo Jean-Gottlob Theaenus Schneider (1750-1822), la examinó Belin de Ballu, proponiendo las "correcciones con que se habían de corregir sus imperfecciones", y con la ayuda de Van Santen que le comunica las variantes de los manuscritos de Venecia y el Vaticano resolvió dar una nueva edición del autor griego
En 1787 Belin de Ballu fue admitido en la Academia de Inscripciones y Lenguas Antiguas, leyendo un trabajo de investigación sobre la caza en la antigüedad con un comentario sobre un poema de Oppianus y una obra, en respuesta a las observaciones de Dupuy que sostenía con Schneider que los dos poemas sobre la caza y la pesca atribuidos a Oppianus no eran del mismo autor, (dos piezas incluidas en la tabla general de las Memorias de la Academia por Laverdy). 
En 1800 Belin de Ballu fue designado director del pritaneo de Saint-Cyr, pero renunció de sus funciones para desempeñar una cátedra de literatura griega en Charkon, Rusia, y escribió varias obras de alto merecimiento y entre ellas una reputada historia crítica de la elocuencia entre los griegos y los romanos.
La Revolución francesa le despoja de todos sus recursos, y acepta la plaza de profesor de lenguas antiguas, en la Escuela Central de Bordeaux, y más tarde acepta la plaza de profesor de literatura griega, en la universidad que el emperador de Rusia, había fundado en Járkov, en Ucrania, como exilio voluntario, pero el incendio de Moscú le obliga a refugiarse en San Petersburgo y muere a los 62 años.
Belin de Ballu dejó otras obras como las siguientes: en 6 vols. las obras de Luciano, con notas históricas y literarias, y observaciones críticas sobre el texto, que según el eminente helenista Jean-François Boissonade (1774-1857), miembro del instituto y de la legión de honor, profesor de literatura griega en la academia de París, es exacta la traducción y en general satisfactoria, más el estilo es insuficiente; en la biblioteca de romanos y griegos la historia verdadera y Luciano, y el sexto volumen contiene las variantes de seis manuscritos de Luciano de la Biblioteca del Rey; una nueva edición de los Caracteres de Teofrasto, con notas, y la traducción de dos nuevos capítulos encontrados en un manuscrito del Vaticano; la traducción de una tabla junto al "Manual de Epicteto" de André Dacier (1651-1722); memorias y viajes de un emigrado, libro del género de "Sethos" del abad y filósofo práctico de la Academia de Francia Jean Terrasson (1670-1750), de una noble y antigua familia de Lyon dejando el abad Cursay unas memorias sobre los sabios en la familia Terrasson, y también dejó Belin de Ballu en manuscrito una gramática griega y un diccionario griego-francés.

## Obras
- La Chasse, poëme
- Ode au premier consul, sur l'armement de la France,
- Oeuvres de Lucien, París, 1788, 6 vols.
- Loukianos, Biponti, 1789-93, 10 vols.
- Tableau de Cebes con Manuel d'Epictete, París, 1790.
- Memories et voyages d'un emigré, París, 1801, 2 vols.
- Petre, 1802.
- Epitre au premier consul sur l'enseignement de la langue grecque dans les Lycees, París, 1803.
- Hermes Hellenicus,.., París.
- Histoire critique del'Eloquence chez les Grecs, París, 1813, 2 vols.
- Histoire de la dame invisible...., 2 vols.
- Dialogues satyriques, philosophiques,..., París, 1841.
- Otras